# Batkenskij aeroport
Batkenskij aeroport (ryska: Баткенский аэропорт) är en flygplats i Kirgizistan. Den ligger i den västra delen av landet, 400 km sydväst om huvudstaden Bisjkek. Batkenskij aeroport ligger 1 073 meter över havet.
Terrängen runt Batkenskij aeroport är kuperad åt sydost, men åt nordväst är den platt. Runt Batkenskij aeroport är det glesbefolkat, med 17 invånare per kvadratkilometer. Närmaste större samhälle är Batken, 2,2 km nordväst om Batkenskij aeroport. Trakten runt Batkenskij aeroport består i huvudsak av gräsmarker.